# Recordatorio de 24 o 48 horas
Recordatorio de 24 o 48 horas es una herramienta utilizada en la anamnesis alimentaria nutricional, o historia dietética, que nos permite conocer los hábitos alimentarios de un individuo. Es un método retrospectivo que consiste en la recaudación de información de los alimentos consumidos ya sea por un día o dos del pasado inmediato. Es importante que este registro sea representativo de la ingesta habitual.
Reúne información de las cantidades de alimentos y bebidas, forma de preparación, marcas comerciales, horarios y lugar de ingesta y suplementos nutricionales.

## Implementación
El evaluador debe estar entrenado para guiar al evaluado y para estimar al tamaño de las porciones mediante el uso de modelos visuales de los alimentos, fotos, o con medidas caseras como por ejemplo cuántas cucharadas, cuántas tazas, etc.
Se utiliza en grupos y/o cuando hay poco personal entrenado.

## Ventajas
- La implementación de esta herramienta permite recuperar con rapidez la información.
- Tiene de alto grado de aceptación por el evaluado.
- Permite trabajar en la promoción de hábitos saludables.
- Es económico al momento de su implementación.

## Desventajas
- Dependen la memoria del evaluado.
- Es poco preciso, teniendo en cuenta el ítem anterior.
- El día seleccionado puede no ser representativo de la ingesta habitual del evaluado.

## Modelo gráfico

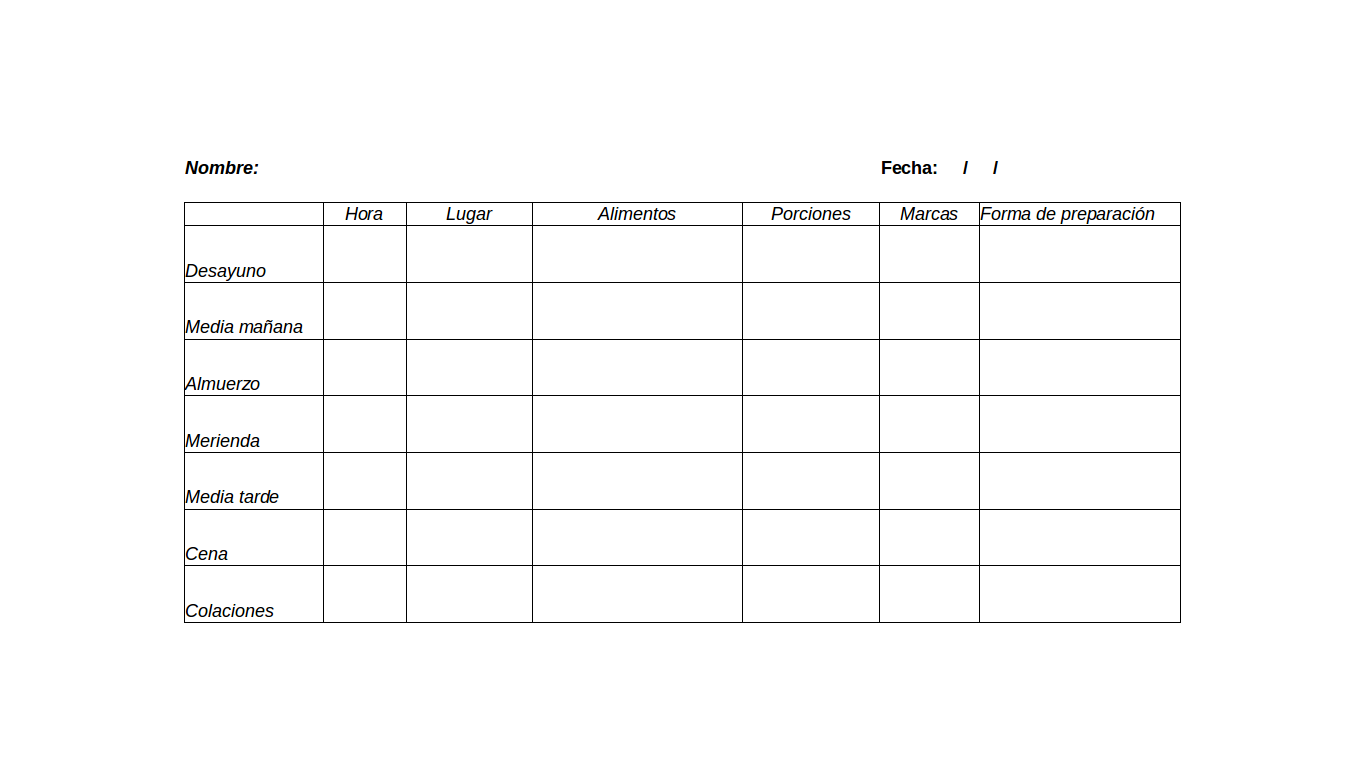
Modelo gráfico de Recordatorio de 24 horas

En la imagen de la derecha se puede visualizar a modo de ejemplo un modelo gráfico de Recordatorio de 24 y 48 horas. Se propone al evaluado registrar en cada casillero correspondientes las características de sus ingestas.